# 千葉益子
千葉 益子（ちば ますこ、1898年〈明治31年〉3月19日 - 1971年〈昭和46年〉6月16日）は、日本の美容家。兵庫県出身。本名は「相原ます」、出生名は「千葉ます」。
「近代美容の母」とされるマリールイズの養女（養子の妻）。着付けにおいては昭和期の優れた指導者であり、美容界の発展と美容師の地位向上に尽力した。マリールイズの養子である相原松三郎の妻だが、結婚した時には「千葉益子」の名で美容家として通用していたため、生涯を「千葉益子」の名で通した。

## 経歴
兵庫県で誕生した。1913年（大正2年）に、兵庫県立豊岡高等女学校（後の兵庫県立豊岡高等学校）を首席で卒業した。しかし父の事業の失敗で家が没落し、進学は叶わなかった。ごく普通に結婚する生活を嫌って上京。1916年（大正5年）に親類の知人の伝手で、マリールイズの西洋美容院「巴里院」に入店し、フランス式の美容術を学んだ。
巴里院のすぐ近くに日比谷大神宮の結婚式場があり、上流階級の人々が多く利用しており、和洋美容の盛業と共に、益子は次第に頭角を現し、店内の地位を確立した。関東大震災を経て、被災した巴里院が復興した後、益子の帯結び作品が紹介され始めた。1925年（大正14年）にはマリールイズの起こしたマリールイズ化粧院が『主婦の友』などで益子の作品が紹介された後、次第にマリールイズの名が外れ、千葉益子の名のみで通用するようになった。
1919年（昭和4年）にマリールゥヰズ美容女学校が開校されると、益子は副院長を務め、美装科を担当、花嫁の着付けなどを指導した。1929年（昭和14年）に夫が死去した後、マリールイズ化粧院の支店を管轄に持ち、多忙な日々を送るようになった。
終戦直後の1946年（昭和21年）、東京都婦人理容組合の主催による大規模競技会「ミス・パーマネントコンクール決勝戦」が浅草で開催され、マリールイズが審査委員長を務め、益子が審査員と実務を担当した。一方で、当時の美容は未だ理容術営業取締規則の法の中にあったため、千葉は山野千枝子ら美容家と共に美容業の独立を訴え、理容組合の幹部からは「うるさい婆さん」を略して「ウルバア」と陰で仇名された。
1947年（昭和22年）、東京都美容師会の会長に就任。1949年（昭和24年）に、株式会社マリールゥヰズの初代社長に就任した。1962年（昭和37年）、美容師として4人目となる藍綬褒章を受章した。
1967年（昭和42年）に、花嫁衣裳の伝統と格式を後世に伝えることと、着付技術の研鑽や開発を主旨とした「千葉益子賞花嫁着付コンクール」が創設された。この種のコンクールに個人の名前が冠されたのは、初めてのことであった。1969年（昭和44年）に、勲五等宝冠章を受章した。
1971年6月16日、東京都世田谷区の自宅で、73歳で死去した。マリールイズを始めとするキリスト教徒の一族にあって、最期までキリスト教とは無縁の生涯であった。なお夫の松三郎は再婚で、先妻との間に『美しいきもの姿をつくる』（新美容出版）などの著者であるマリールイズ昭子がおり、昭子は二代目千葉益子の名を何度も進められたが、当人は「技術は1代限りのもの」が信念であり、名を継ぐことはなかった。

## 著作
- 『花嫁』百日草、1964年。 NCID BA40288724。
- 『花嫁のお着付と鬘』百日草、1955年10月。 NCID BB00735303。